# کاتا-ساریکامیش
کاتا-ساریکامیش (به لاتین: Katta-Sarikamysh) یک شهرک در شمال دور تاجیکستان است که در ولایت سغد واقع شده‌است.